# Rhododendron potaninii
Rhododendron potaninii är en ljungväxtart som beskrevs av Alexander Feodorowicz Batalin. Rhododendron potaninii ingår i släktet rododendron, och familjen ljungväxter. Inga underarter finns listade i Catalogue of Life.